# Rauriser Ache
Rauriser Ache är ett vattendrag i Österrike.   Det ligger i förbundslandet Salzburg, i den centrala delen av landet, 280 km väster om huvudstaden Wien.
I omgivningarna runt Rauriser Ache växer i huvudsak blandskog. Runt Rauriser Ache är det ganska glesbefolkat, med 43 invånare per kvadratkilometer.